# Opel Commodore A
L'Opel Commodore est un véhicule d'Adam Opel AG, qui appartenait à l'époque au groupe automobile américain General Motors (GM), positionné dans la catégorie grande routière. La Commodore est dérivée de la Rekord C et remplace à partir d'août 1966 la Rekord 6, le modèle à moteurs six cylindres de la Rekord B «intermédiaire», qui n'a été construit que pendant un peu moins d'un an. La production de la successeur, la Commodore B, a commencé en décembre 1971.

## Historique du modèle

### Général

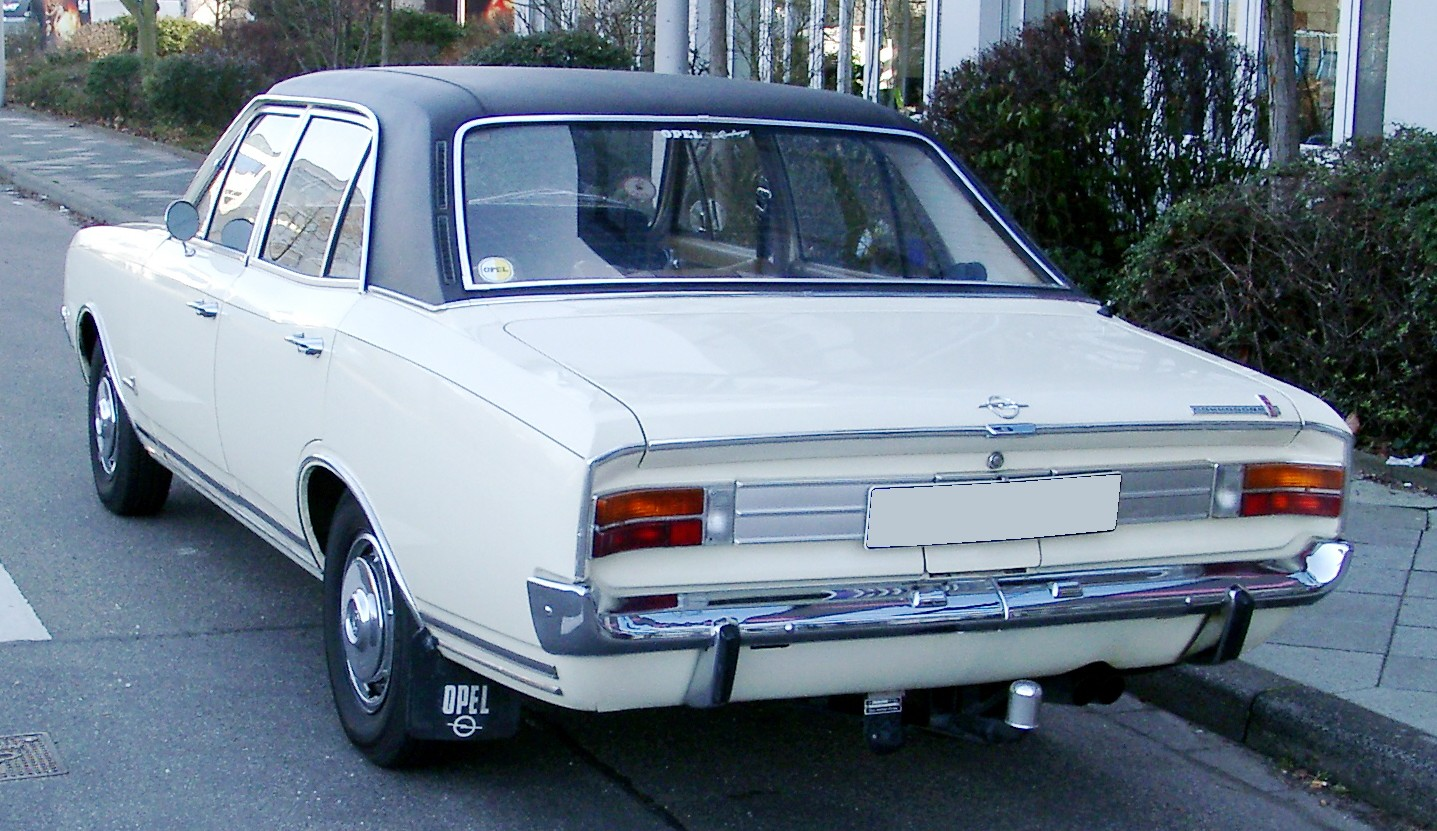
Opel Commodore A

Opel a lancé l'Opel Commodore A sur le marché en tant que modèle sœur amélioré de l'Opel Rekord C (avec moteurs quatre cylindres) au printemps 1967. Elle était disponible en berline tricorps deux et quatre portes et en coupé deux portes. Un luxueux modèle break appelé «Voyage» a été présenté à titre d’étude, mais il n’a pas été inclus dans le programme de vente. Deutsch et d'autres ont également converti le coupé en cabriolet.
Opel a également utilisé dans ce modèle des moteurs de la série CIH (CIH : Camshaft In Head) introduits avec l'Opel Rekord B. L'arbre à cames en tête de cette conception est situé latéralement à côté des soupapes et est entraîné par une chaîne à rouleaux duplex. Il actionne les soupapes suspendues via de courts poussoirs creux et des culbuteurs emboutis dans de la tôle. Ces moteurs étaient utilisés dans presque tous les grands modèles Opel jusque dans les années 1990 : dans l'Omega A (2.4i/2.6i/3.0i), la Senator B (3.0i/3.0i 24V) et plus récemment dans le Frontera. Les modèles GS et GS/E, plus puissants, se distinguent de la Commodore A de base par le fait qu'ils ont un toit noir recouvert d'un film plastique («vinyle»), une calandre modifiée avec l'inscription «GS» ou «GS/E», des feux de route supplémentaires et des jantes sport spéciales. De plus, l'arrière des GS et GS/E est peint en noir mat entre le couvercle du coffre et le pare-chocs.

### Variantes de moteur
Six variantes de moteur étaient disponibles :
- 2.2 de 95 ch (70 kW)
- 2.5S de 115 ch (85 kW), 120 ch (88 kW) à partir de 1969
- 2.5H de 130 ch (96 kW) (GS)

En plus à partir de 1970 :
- 2.5E de 150 ch (110 kW) (GS/E)
- 2.8H de 145 ch (107 kW) (GS/2.8)

Le plus petit moteur de 95 ch avait une cylindrée de 2,2 litres et n'a été construit qu'en petit nombre.
Initialement il y avait le moteur 2.5S de 115 ch (avec 120 ch à partir d'août 1969) et le modèle Commodore GS, plus puissant, avait le moteur 2.5H (130 ch). Le modèle haut de gamme GS/E, disponible à partir de février 1970, était équipé d'un moteur de 2,5 litres à injection électronique (Bosch D-Jetronic) développant 150 ch. Comme alternative à la transmission manuelle à quatre vitesses, le véhicule était également disponible sur demande avec une transmission automatique à trois vitesses.
Le modèle GS/2.8 avec un moteur d'une cylindrée de 2,8 litres et d'une puissance de 145 ch était également disponible dans une mesure limitée d'avril 1970 à septembre 1971. Un total de 156 467 unités de la Commodore A ont été produites entre janvier 1967 et décembre 1971, dont 72 597 unités pour la berline quatre portes, 70 333 pour le coupé et 13 537 pour la berline deux portes.

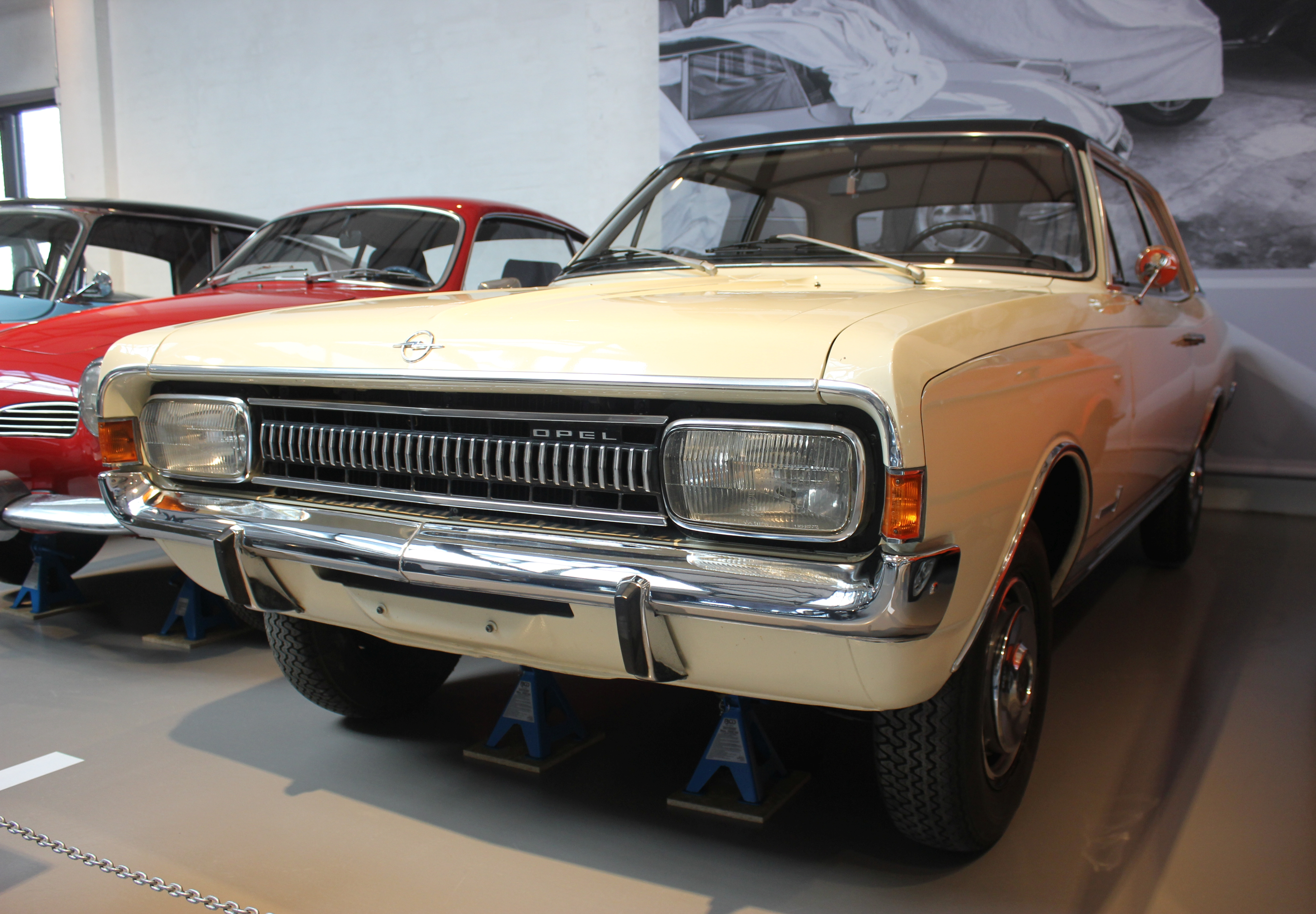
Commodore A
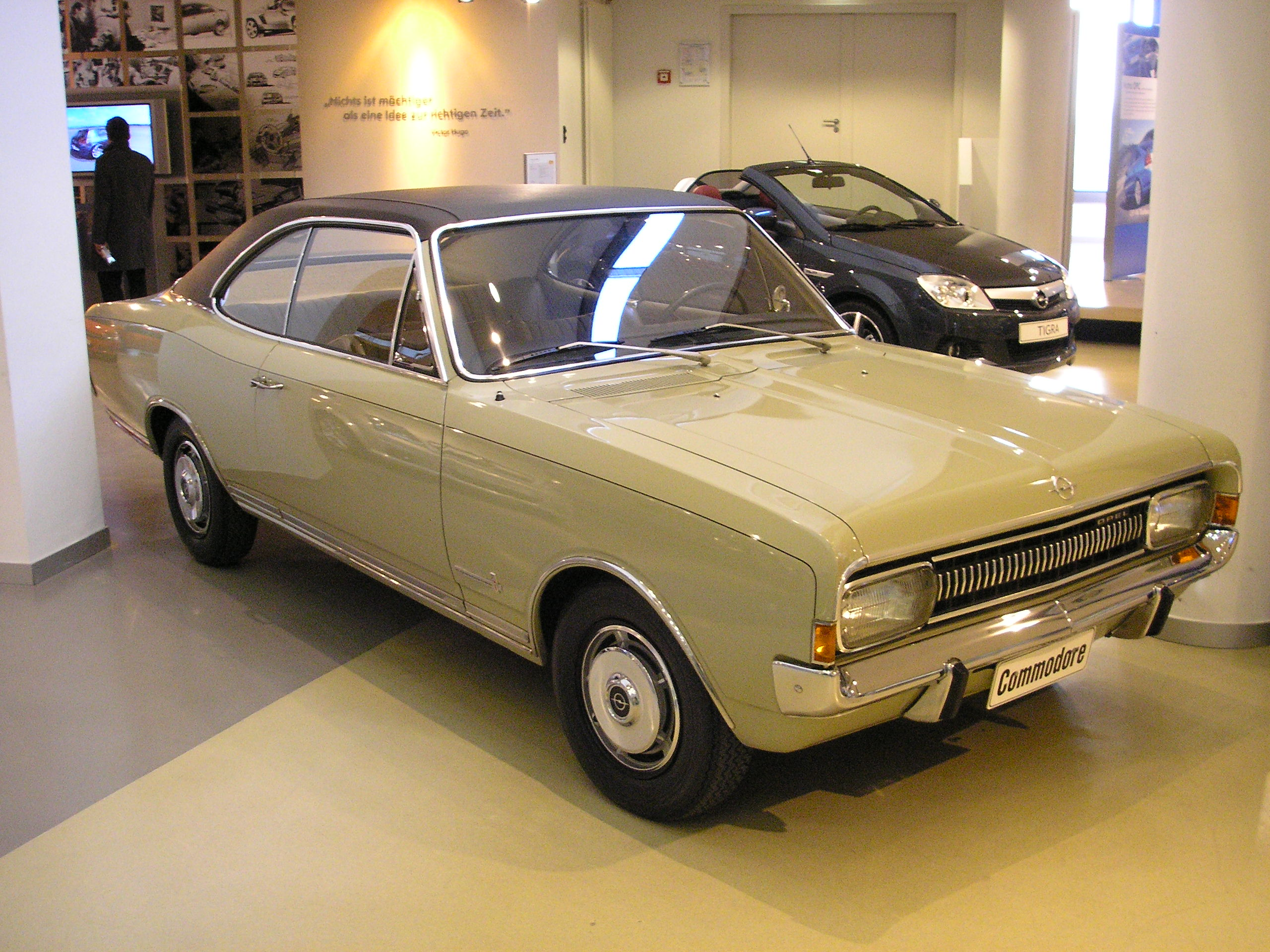
Commodore A coupé
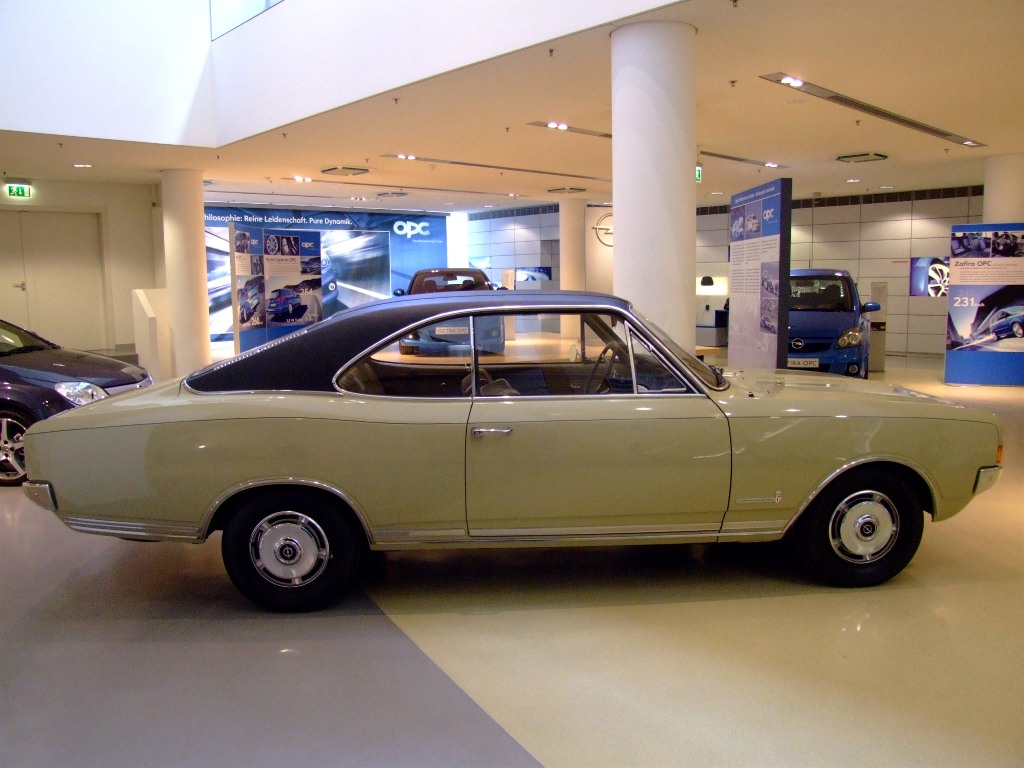
Commodore A coupé
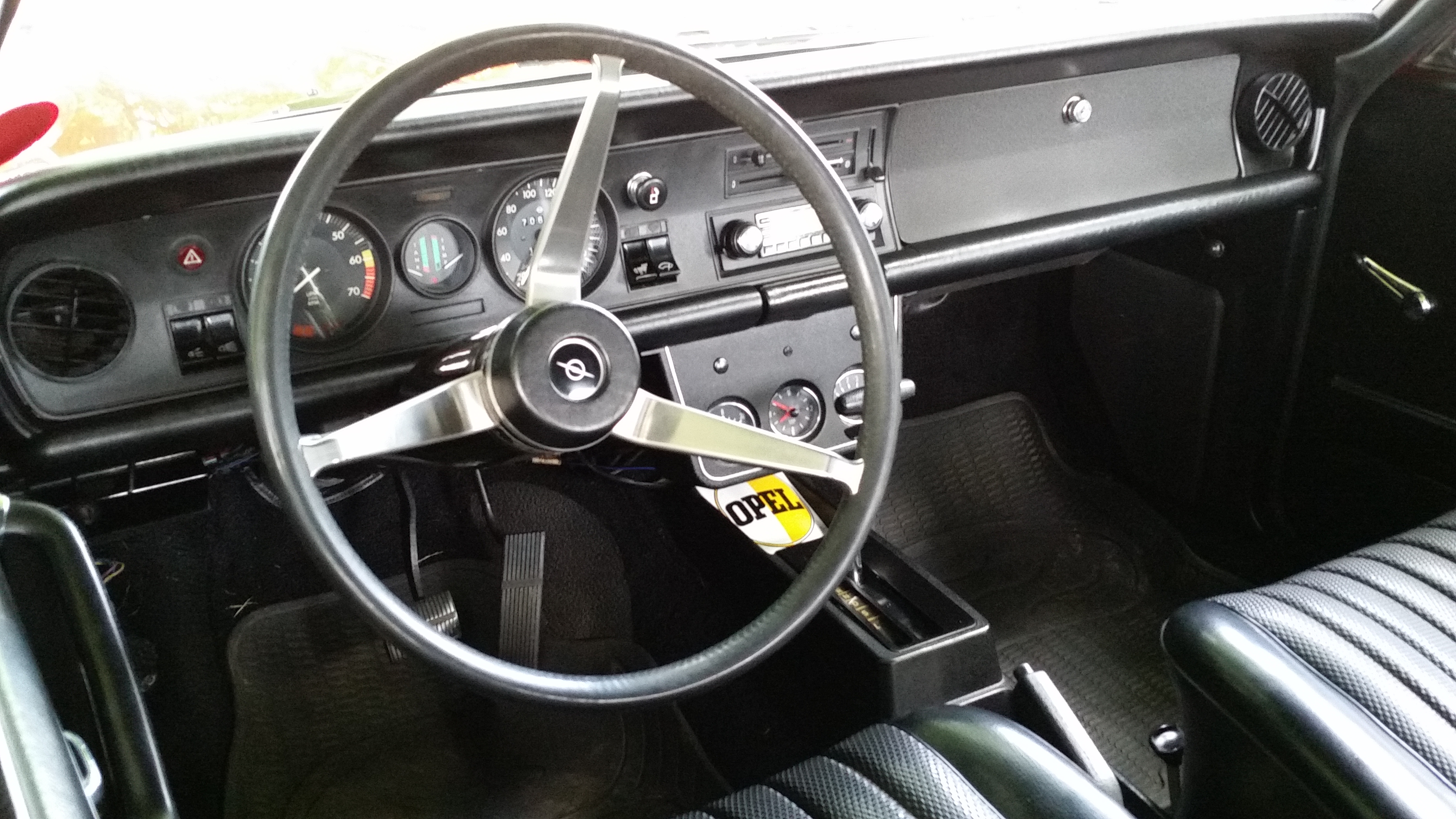
Cockpit avec transmission automatique (1971)
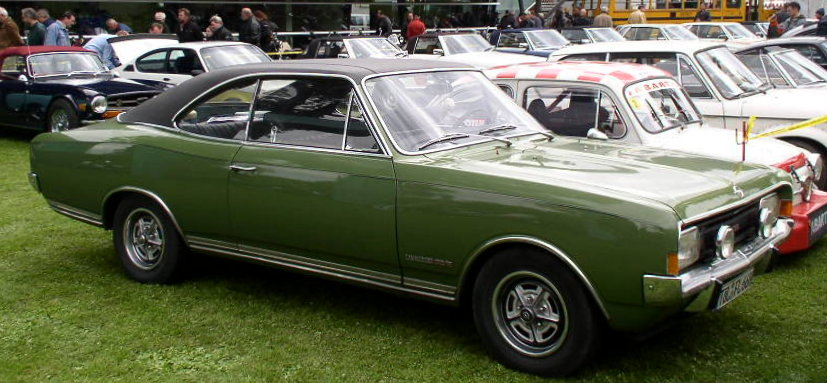
Commodore A GS/E coupé
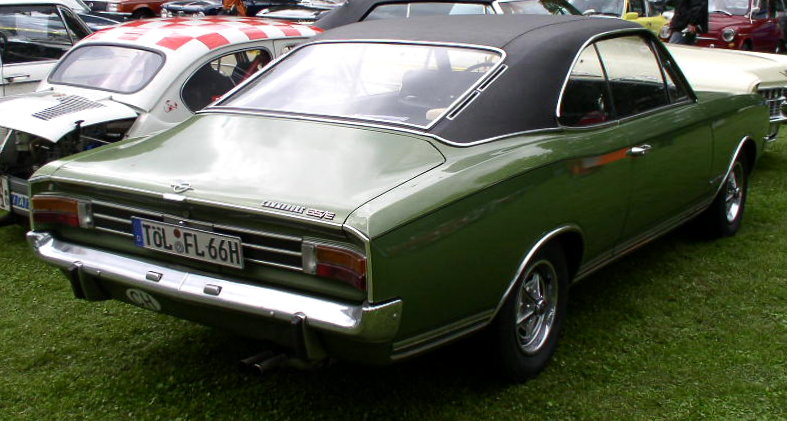
Commodore A GS/E coupé
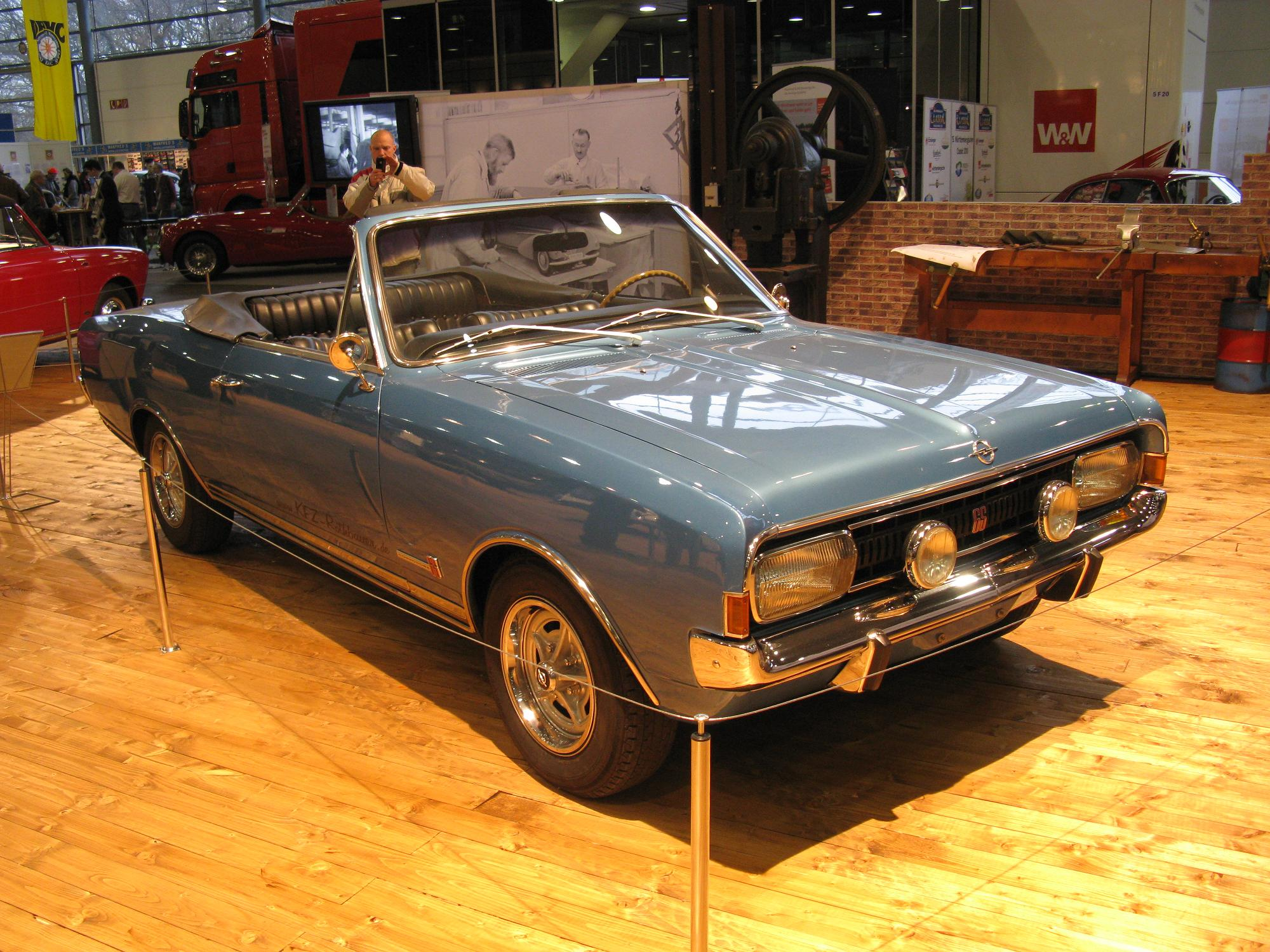
Opel Commodore GS cabriolet
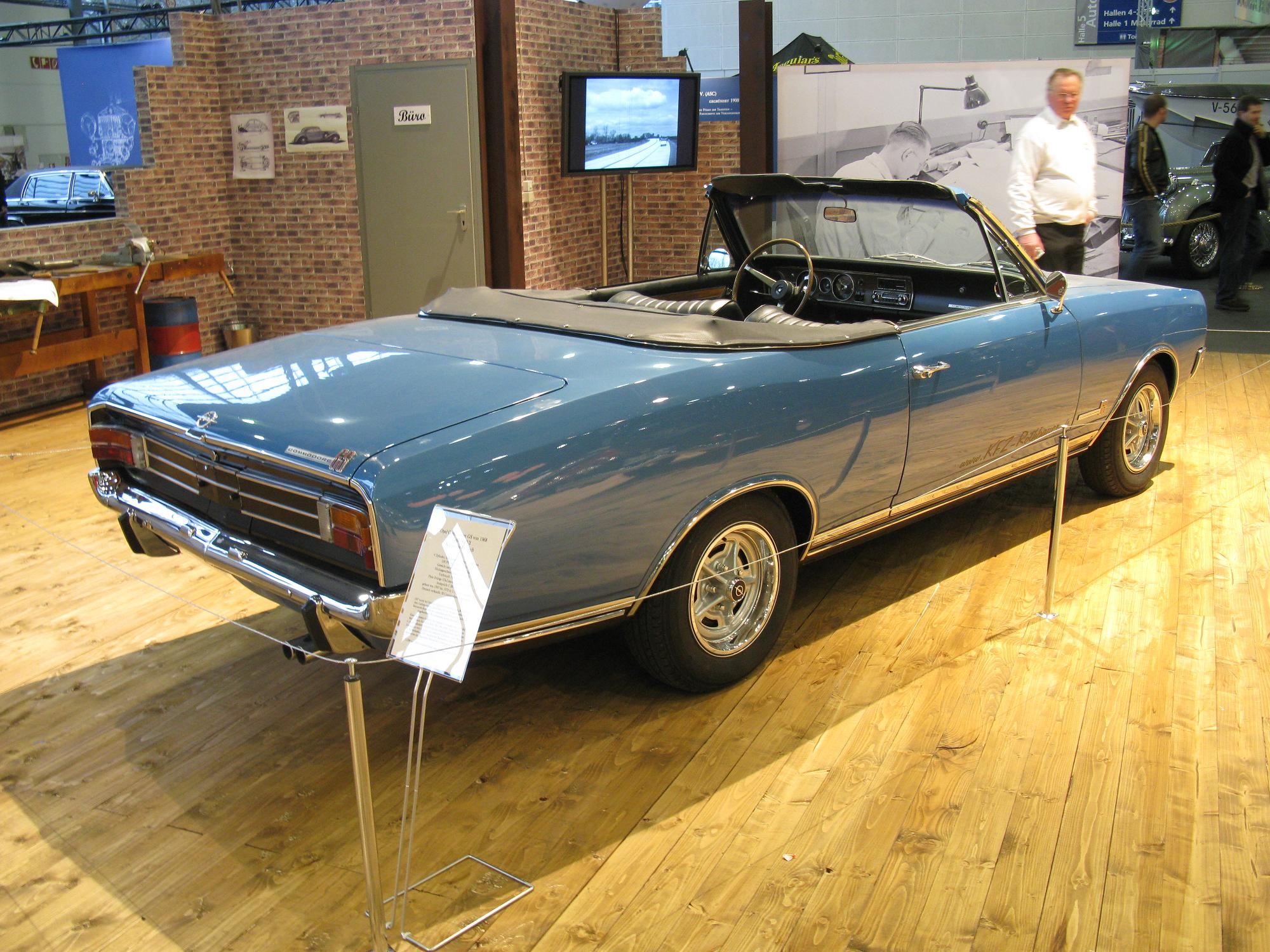
Opel Commodore GS cabriolet

## Commodore A GS 3000 de Steinmetz

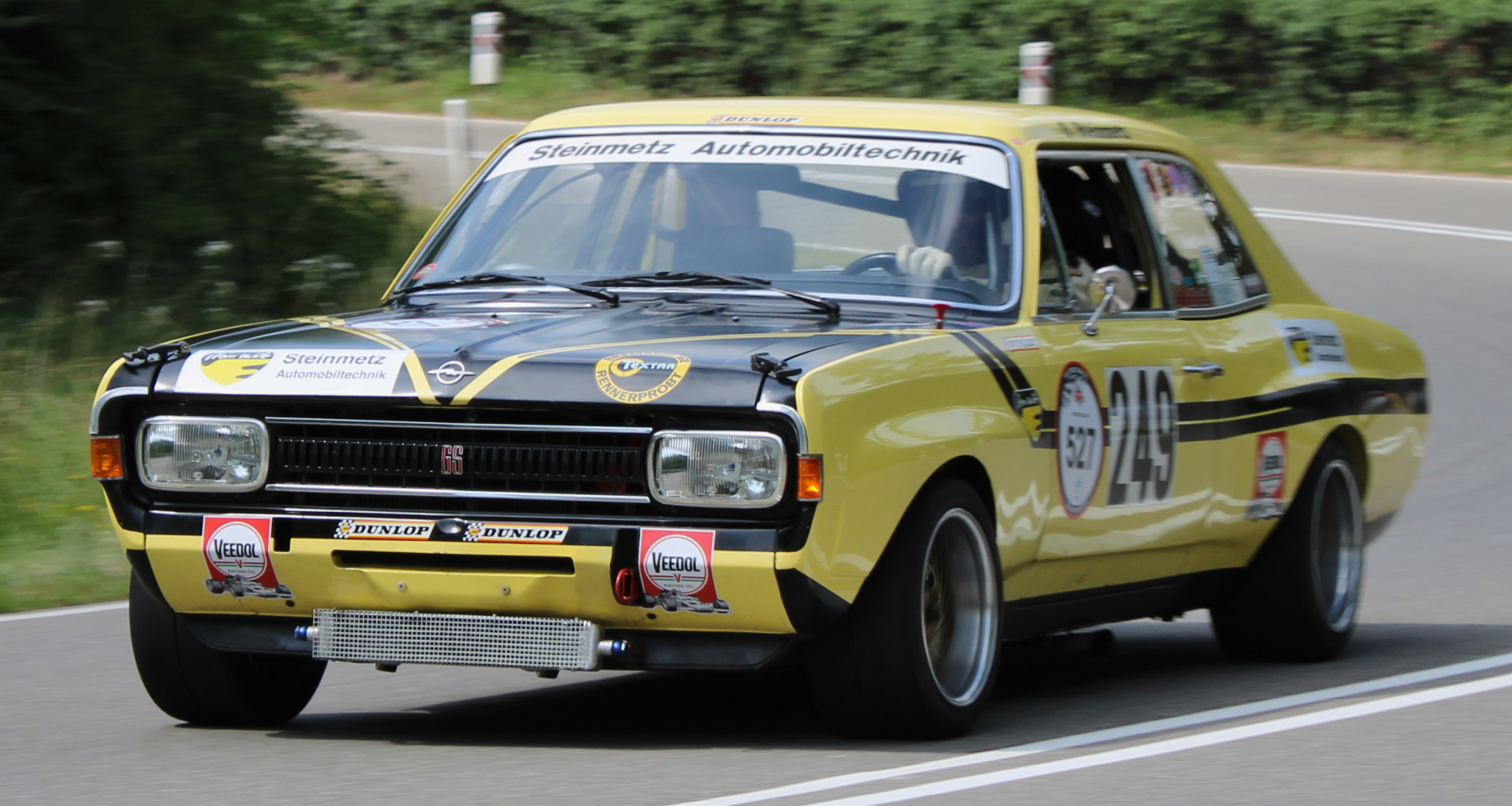
Opel Commodore GS 3000

Steinmetz-Automobiltechnik GmbH, un centre sportif pour véhicules Opel basé à Rüsselsheim et fondé par Klaus A. Steinmetz, disposait déjà au début des années 1970 d'une gamme complète d'accessoires routiers. La grande Commodore a été préparée par Steinmetz pour être destinée aux rallyes du Groupe II. C'est l'époque des pilotes comme Henri Greder et Jean Ragnotti. L'Opel Commodore GS 3000 se caractérise par sa peinture noire et jaune. Le moteur 6 cylindres de 2 990 cm³ était équipé de 3 doubles carburateurs Weber et développe jusqu'à 300 ch. Le poids du véhicule est de 1 070 kg, la vitesse de pointe est d'environ 260 km/h et elle peut atteindre 100 km/h en 5,3 secondes.

## Chiffres de production de la Commodore A
156 330 Commodore A ont été fabriquées entre 1967 et 1971.
| Année | 1967   | 1968   | 1969   | 1970   | 1971   | Total   |
| ----- | ------ | ------ | ------ | ------ | ------ | ------- |
| 2.2   | 810    | 516    |        |        |        | 1.326   |
| 2.5   | 39.437 | 33.787 | 31.439 | 31.436 | 16.531 | 152.630 |
| 2.8   |        |        |        | 1.640  | 934    | 2.574   |
| Total | 40.247 | 34.303 | 31.439 | 33.076 | 17.465 | 156.330 |